# Bo Xilai
Bo Xilai (xinès (Xina): 薄熙来)  (Pequín, 3 de juliol de 1949) és un ex polític xinès. Va ser batlle de Dalian i governador de Liaoning. De 2004 a novembre de 2007, va ser ministre de Comerç de la República Popular Xina. Entre 2007 i 2012, va tenir el càrrec de membre del Politburó del Partit Comunista de la Xina i en va ser Secretari.
És fill de Bo Yibo, un dels Vuit Veterans del Partit Comunista de la Xina. Va cultivar una imatge carismàtica amb els mitjans de comunicació.
Mentre exercia el seu càrrec a Liaoning, Bo va mantenir un important paper en la Revitalització de la Zona Nord-est, però va ser acusat de corrupció i d'abusos contra els drets humans contra Falun Gong.
A Chongqing, Bo esdevingué famós pel seu populisme amb èxits en l'economia però incrementant la desigualtat social. Va ser el líder polític de la Nova esquerra xinesa, composta de maoisme i socialdemocràcia.

## Incident de Wang Lijun
A principis de 2012, La Comissió Central per la Disciplina del Partit Comunista de la Xina investigà l'actuació dels dirigents, entre ells el del Cap de la Policia, Wang Lijun, acusat de corrupció a Liaoning. Bo va obstruir les investigacions. El 15 de març de 2012, Bo va dimitir dels seus càrrecs polítics a Chongqing, encara que va mantenir temporalment el seu lloc dins el Politburó.
El 10 d'abril, Bo va ser suspès del Comitè del Partit Comunista de la Xina i del Politburó i la seva esposa, Gu Kailai, va ser la sospitosa de l'assassinat de l'home de negocis britànic Neil Heywood.
El juliol de 2013, la Xina va acusar Bo de suborn, corrupció i abús de poder. El seu judici va concloure el 26 d'agost de 2013, i el 22 de setembre el tribunal el trobà culpable de tots els càrrecs i el sentencià a la cadena perpètua. El judici a Bo Xilai s'ha considerat el Judici del segle.